# Stazione di Tsukuba
La stazione di Tsukuba (つくば駅?, Tsukuba-eki) è la principale stazione ferroviaria della città di Tsukuba della prefettura di Ibaraki, in Giappone ed è il capolinea della linea Tsukuba Express, distante 58,3 km dal capolinea di Akihabara, a Tokyo.

## Linee
MIRC
● Tsukuba Express

## Struttura
La stazione, inaugurata nel 2005 è costituita da due binari tronchi sotterranei serviti da un marciapiede a isola centrale con porte di banchina installate a protezione.
| 1-2 | ● Tsukuba Express | per Moriya, Minami-Nagareyama, Kita-Senju e Akihabara |

## Stazioni adiacenti
| «               | Servizio                                 | »               |
| Tsukuba Express | Tsukuba Express                          | Tsukuba Express |
| --------------- | ---------------------------------------- | --------------- |
| Kenkyū-gakuen   | Locale Rapido Sezionale Rapido pendolari | Capolinea       |
| Moriya          | Rapido                                   | Capolinea       |